# 鐵馬 (加利福尼亞州)
鐵馬（英語：Iron Horse）是位於美國加利福尼亞州普盧默斯縣的一個人口普查指定地區。

## 地理
鐵馬的座標為40°47′23″N 121°09′44″W / 40.78972°N 121.16222°W，而該地最高點為海拔高度1507米（即4944英尺）。

## 人口
根據2010年美國人口普查的數據，鐵馬的面積為20.065平方千米，均為陸地。當地共有人口297人，而人口密度為每平方千米14人。